# Bénéwendé Stanislas Sankara
Bénéwendé Stanislas Sankara (* 23. Februar 1959 in Toessin, Passoré) ist ein Politiker aus Burkina Faso (bis 1984 Obervolta). Seit 2000 ist er Parteipräsident der Union pour la renaissance/Mouvement sankariste.

## Leben
Sankara ist 1959 in Toessin, einem kleinen Dorf nahe dem Provinzhauptort Yako, zur Welt gekommen. Nach erfolgreich absolviertem Grundstudium in Ouagadougou führte er sein Rechtsstudium in Abidjan weiter, wo er 1987 ein Nachdiplomstudium in Privatrecht erfolgreich abschloss. 1988 erlangte er das Anwaltspatent. Anschließend verließ er Westafrika und arbeitete unter anderem in Paris als Praktikant. 1992 kehrte er nach Burkina Faso zurück und wurde Mitglied der Anwaltskammer Burkina Fasos. Seit 1994 führt er ein eigenes Anwaltsbüro in Ouagadougou.

## Politische Laufbahn
Zum ersten Mal politisch tätig wurde Bénéwendé Stanislas Sankara mit der Revolution Thomas Sankaras im Jahre 1984, nach welcher er das Präsidium des Komitees zur Verteidigung der Revolution (Comité de Défense de la Révolution, CDR) an der rechtswissenschaftlichen Fakultät der Universität Ouagadougou übernahm. Als er 1986 zur Weiterführung seines Studiums Burkina Faso verließ, legte er dieses Amt nieder.
Sichtbar politisch aktiv wurde er wieder 1998 nach der Ermordung von Norbert Zongo, einem bekannten oppositionellen Journalisten. Im September 2000 gehörte er zu den Mitbegründern der kleinen Partei Convention des Partis Sankaristes, CPS, welcher er jedoch nur kurze Zeit angehörte. Im November 2000 gründete er dann die heute wichtigste sankaristische Partei, die Union pour la renaissance/Mouvement sankariste, welcher er bis heute vorsteht. Für diese Partei wurde er 2002 in die Nationalversammlung gewählt. 2005 trat er als Parlamentarier zurück und ließ sich an den Präsidentschaftswahlen 2005 als Kandidat aufstellen. Er schaffte mit einem Wähleranteil von knapp fünf Prozent den zweiten Rang hinter dem Amtsinhaber und wiedergewählten Präsidenten Blaise Compaoré. Bei den Präsidentschaftswahlen vom 21. November 2010 landete Sankara mit 6,34 Prozent auf dem dritten Platz hinter dem Amtsinhaber Blaise Compaoré und Hama Arba Diallo von der PDS.

## Privates
Sankara ist mit Olga Sankara verheiratet, einer Gynäkologin, die heute als Programmverantwortliche für den Bevölkerungsfonds der Vereinten Nationen (UNFPA) im Bereich der Gesundheitsvorsorge arbeitet. Gemeinsam haben sie drei Kinder.